# 미나미아사가야역
미나미아사가야역(일본어: 南阿佐ケ谷駅, みなみあさがやえき)은 일본 도쿄도 스기나미구에 있는 철도역이다.

## 역 구조
상대식 승강장 2면 2선의 지하역.

### 승강장
| 1 | ○ 마루노우치 선 | 오기쿠보 방면                 |
| 2 | ○ 마루노우치 선 | 신주쿠・긴자・이케부쿠로 방면 |

## 역세권 정보
- 아사가야 주택가
- 아사가야 메이지 신궁
- 아오모리 가도
- 스기나미구청
- 스기나미 경찰서
- 스기나미 소방서
- 스기나미 세무서
- 스기나미 우체국
- 아미스타 호텔 아사가야
- 도쿄 도립 스기나미 고등학교
- 요시노야

## 역사
- 1961년 11월 1일: 영업 개시.
- 2008년: 승강장 스크린도어 설치.

## 인접역
| 도쿄 메트로 마루노우치 선 | 도쿄 메트로 마루노우치 선 | 도쿄 메트로 마루노우치 선    |
| ------------------------- | ------------------------- | ---------------------------- |
| M01 오기쿠보 방면         | 마루노우치 선             | M03 신코엔지 이케부쿠로 방면 |